# Going Under
"Going Under" é uma canção da banda de metal alternativo norte-americana Evanescence. Foi lançada em 9 de setembro de 2003, como segundo single do álbum de estreia Fallen. Foi escrita por Amy Lee, Ben Moody e David Hodges, com a produção feita por Dave Fortman. Inicialmente planejado para ser o primeiro single de Fallen, o lançamento da trilha sonora do filme Daredevil alterou a decisão, resultando no lançamento de "Bring Me to Life".
A canção contém influências de rock e metal, entre outros. Sua principal instrumentação consiste em bateria e guitarras construídas em torno do vocal soprano de Lee. A canção recebeu críticas mistas e positivas de críticos da música. Apesar de não adentrar a Billboard Hot 100, "Going Under" chegou a quinta posição na Billboard Alternative Songs. A canção também traçou no top quarenta em cada país e foi certificado disco de Platina pela Australian Recording Industry Association.
O videoclipe foi dirigido por Philipp Stölzl e filmado em maio de 2003 na Alemanha. O vídeo mostra Lee realizando um concerto junto com a banda, enquanto os fãs estão se transformando em zumbis. Ela desenhou os dois vestidos que usa no vídeo. É classificado no número 12 na lista de "Os 15 Videoclipes Mais Assustadores" publicada pela Billboard. O Evanescence adicionou a canção na setlist das turnês Fallen Tour, The Open Door Tour e Evanescence Tour.

## Antecedentes e lançamento

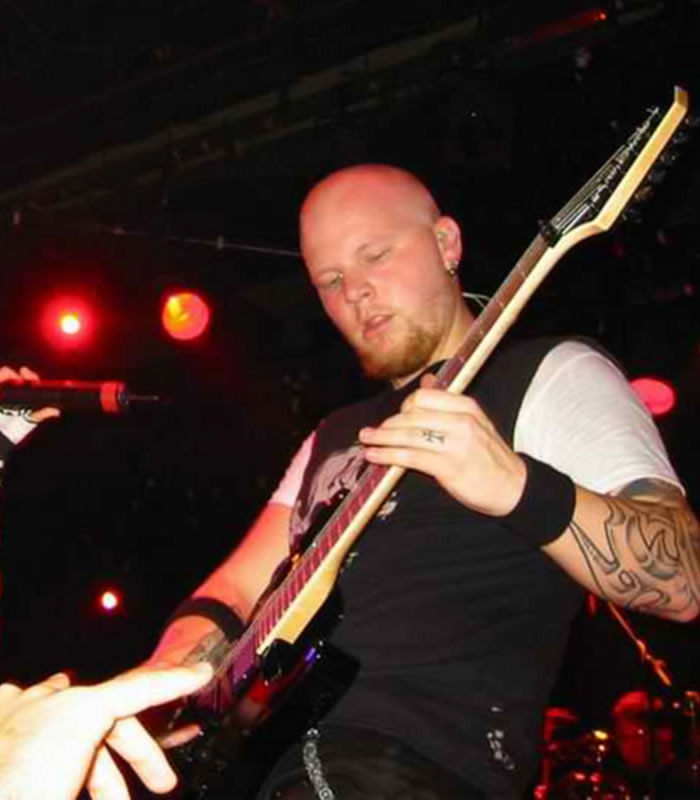
Ben Moody (foto) co-escreveu a canção junto com Amy Lee e David Hodges.

"Going Under" foi escrita por Amy Lee, Ben Moody e David Hodges, enquanto a produção foi realizada por Dave Fortman. Foi a última canção escrita para o álbum Fallen embora uma versão demo foi gravada antes do lançamento do disco, e contou com o som um pouco diferente na música e nos vocais de Lee. Uma versão acústica foi gravada logo após o lançamento de Fallen, junto com várias outras canções. De acordo com Amy Lee, "Going Under" é sobre a recuperação de relacionamento abusivo, como ela relatou em diversas entrevistas. Em entrevista à MTV News, Lee explicou ainda o significado e a inspiração por trás da canção:

"As letras são sobre sair de um relacionamento ruim, e quando você está no fim de sua corda, quando você está no ponto em que você percebe que algo tem de mudar, que você não pode continuar a viver na situação que você está vivendo. É legal, é uma canção muito forte".

O single do Reino Unido de "Going Under" contém a versão do álbum, e uma versão ao vivo gravada na rádio WNOR em Norfolk, Virgínia. Uma versão acústica de "Going Under" e da canção "Heart-Shaped Box" da banda Nirvana gravado na rádio WXDX-FM em Pittsburgh também são incluídas no single. A quarta faixa é o videoclipe da canção. Tim Sendra do Allmusic não ficou satisfeito com o cover do Nirvana, dizendo que os vocais de Lee "são excessivamente dramáticos e servem para fazer da música uma piada de mau gosto".

## Composição
De acordo com as partituras publicadas por Alfred Music Publishing do site Musicnotes.com, "Going Under" está definido no tempo comum e executado em ritmo lento e livre de 84 batimentos por minuto. Está escrito na nota de si menor e a nota vocal de Lee, para a música é executada a partir de Mi e Ré. Associado-se ao gênero nu metal, a música possui várias guitarras e tambores, enquanto Lee canta a parte da letra "cinquenta mil lágrimas que eu chorei". Um escritor do The Boston Globe, disse que a música é "uma mistura de soprano etéreo nos vocais de Lee, interlúdios de piano e camadas com trechos de guitarra serrilhada que conjura visões de Sarah McLachlan diante de Godsmack."
Mikel Toombs, do Seattle Post-Intelligencer, encontrou um arranjo wagneriano e metalico, com influências clássicas do rock na música. Joe D'Angelo, da MTV News, escreveu que os "riffs dentados" de músicas como "Going Under" e "Bring Me to Life", podem sugerir que "Nobody's Home" (2005) do segundo álbum de estúdio da Avril Lavigne, Under My Skin, soa como "Uma música do Evanescence com Avril, nos vocais". Também foi descrito como uma música "pop gótico" por Michael D. Clark, do The Houston Chronicle. Tim Sendra, da Allmusic, disse que os "pianos cintilantes e os vocais de inspirados pelo hip hop, [está] tornando a música perfeita para aqueles que acham os histriônicos vocais agressivos de Limp Bizkit entre outros artistas". Vik Bansal do MusicOMH, comparou a música com o single anterior do Evanescence, "Bring Me to Life", que dizia que continha "a voz tentadora de Amy Lee, arranjos pseudo-eletrônicos à la Linkin Park, riffs metálicos discretos e ameaçadores ao fundo, e um refrão, amigável para as rádios."

## Recepção
Tim Sendra do Allmusic chamou a música de "uma das faixas mais difíceis" de Fallen. Sendra também elogiou a versão acústica da música, lançada no Reino Unido, dizendo que os vocais de Lee são "uma rédea gratuita para ao topo". Ele não estava satisfeito com um cover do Nirvana, que apareceu no single, dizendo que os vocais de Lee estão em um "lado excessivamente dramático aqui e que serve para fazer a música, uma piada ruim". Johnny Loftus, da mesma publicação, escreveu que a música "surge muito bem em seu refrão formal, e quando as guitarras aparecem (como em 'Everybody's Fool'), Lee mostra seu poder com facilidade." Ao rever o segundo álbum de estúdio do Evanescence , The Open Door, Brendan Butler, do Cinema Blend, comparou a música com "Sweet Sacrifice" (2007), chamando-a de música mais "comercial para a rádio". Joe D'Angelo, da MTV News, escreveu que a música "deveria ser tão omnipresente quanto "Bring Me to Life". Vik Bansal da MusicOMH.com, elogiou a música afirmando que a banda "derramou pedaços de metal e goticismo no caldeirão e, colocou um pouquinho de influência pop, produzindo uma mistura que torna esses dois gêneros musicais mais palatáveis para o público em geral". Foi nomeada para o Kerrang! na categoria de Melhor Single.
Embora "Going Under" falhasse no gráfico no Billboard Hot 100, ele alcançou o número 4 e 5 no Bubbling Under Hot 100 Singles e no gráfico Alternative Songs, respectivamente. A música alcançou a posição na parada, mais alta da Nova Zelândia, onde alcançou o número 4. Ele estreou no número 14 no Australian Singles Chart em 31 de agosto de 2003, que mais tarde se tornou a posição máxima da música nessa tabela. Foi certificado de Ouro, pela Australian Recording Industry Association (ARIA), em 2003. Na Itália, "Going Under" estreou no número 16, em 16 de outubro de 2003, e atingiu o primeiro lugar em 9 de janeiro de 2004. Na tabela de fim de ano no mesmo país, "Going Under" foi colocado no número 56. No Reino Unido, a música estreou no número 8 em 4 de outubro de 2011, que mais tarde se tornou sua posição máxima. No dia 8 de novembro, a música traçou o número 53 e caiu do quadro na próxima semana.

## Videoclipe

Amy Lee cantando durante o vídeo com um espartilho vermelho que custou 2500 dólares.

O videoclipe de "Going Under" foi filmado em Berlim, na Alemanha, em maio de 2003 e foi dirigido por Philipp Stölzl, o mesmo diretor do clipe de "Bring Me to Life". O vídeo mostra a banda tocando em um concerto, onde o público se transforma em zumbis. Cenas adicionais envolvem Lee debaixo d'água, o que representa a letra "drowning in you / afogando em você". O vídeo mostra Lee usando os vestidos que ela desenhou para usar no videoclipe. A cantora também costurou o vestido branco usado nas cenas subaquáticas do vídeo, tudo enquanto se recuperava de uma doença em um hotel em Los Angeles, Califórnia, que foi o local original para as filmagens. Ela descreveu o vestido branco durante uma entrevista à MTV News: "ele é branco e tem um monte de pedaços. Isso me lembra algúem morto usando essa roupa. É um vestido longo, rasgado. Diferentes pedaços de tecidos, flutuando na água". O espartilho vermelho que Lee desenhou foi feito sob medida por um designer e custou 2500 dólares. Lee explicou ainda a moda e seu estilo no vídeo: "eu uso muitas coisas badaladas no palco, eu gosto de misturar alguns elementos básicos para minha roupa: rock — você sabe, metal, correntes e essas coisas — misturada com fadas, drama e moda vitoriana. Honestamente, eu só uso o que eu gosto. Você sabe por quê? Porque eu posso. Eu sou uma estrela do rock".
O vídeo começa com Lee em uma sala enquanto se prepara para um concerto. Várias maquiadoras aplicam cosméticos nela. Em seguida seus rostos começam a mudar e tornam-se distorcidos. Enquanto isso, o guitarrista Ben Moody é mostrado sendo oprimido por vários repórteres e fotógrafos em uma conferência de imprensa. Ele, assim como Lee, mostra-se chocado pelo fato de seus rostos estarem parecidos com o de zumbis. Estas cenas são seguidas por Lee caminhando para o palco onde a banda começa tocando a música. Quando Lee olha para as pessoas na multidão, eles se transformam em zumbis demoníacos. No entanto, ela continua cantando a canção e durante a ponte, ela mergulha no meio da multidão, aparecendo debaixo d'água (que representa a letra "going under, drowning in you / estou afundando, afundando em você"). Várias cenas mostram ela sob a água, rodeada por águas-vivas brilhantes. Moody navega na multidão durante seu solo de guitarra, enquanto abaixo dele é visto Lee e a água-viva. No final do solo, Lee e Moody são jogados de volta ao palco pela multidão, que agora volta ao normal. No fim do vídeo, Lee olha Moody, quando ele novamente se transforma em um demônio.
O videoclipe foi classificado na posição de número 12 na lista de "Os 15 Videoclipes Mais Assustadores" publicada pela Billboard. Foi dito ainda: "Evanescence compara as armadilhas da fama à assombração por fantasmas neste clipe. A cantora Amy Lee é cercada por um bando de mulheres velhas sinistras, enquanto a multidão se transforma em uma legião de zumbis, que eventualmente supera as visões, mostrando que o guitarrista Ben Moody é um demônio também". De acordo com Joe D'Angello da MTV News, as cenas de Lee se afogando no vídeo mostram uma "heroína angustiada e emocionalmente forjada".

## Performances ao vivo
Evanescence tocou a música durante no American Music Awards, de 2003. Durante a apresentação, Lee estava vestida com uma saia colorida de caniche, camisola e tatuagens em forma de flores, em sua testa e pescoço. O Evanescence tocou a música durante o Teen Choice Awards, de 2003. No Jingle Ball de 2006, O Evanescence tocou "Going Under" e "Call Me When You're Sober". Antes de começar a cantar a música, Lee anunciou: "Vamos fazer algo completamente diferente de todos os outros esta noite e arrasar da forma mais poderosa possível". A banda tocou a música ao vivo em um show secreto de Nova York, que aconteceu em 4 de novembro de 2009. Em seu show no War Memorial Auditorium em Nashville (Tennessee), em 17 de agosto de 2011, o Evanescence tocou "Going Under", na promoção de seu terceiro álbum auto-intitulado, Evanescence. Eles também tocaram a música durante o festival Rock in Rio, em 2 de outubro de 2011. Em 15 de outubro de 2011, Evanescence tocou a música no Jimmy Kimmel Live!. Uma versão ao vivo da música foi tocada em Le Zénith, Paris foi incluída no seu primeiro álbum ao vivo da banda, Anywhere but Home (2004). A banda de rock americana We Are the Fallen, que é composta principalmente pela formação original, que gravou a música como Evanescence, tocou a música ao vivo, em junho de 2009, durante um show em Los Angeles.

## Uso na mídia
A canção "Going Under" pode ser ouvida nos créditos do jogo eletrônico Enter the Matrix e também dispõe do trailer e filme Tristan & Isolde (2006). A canção também foi usada em anúncios promocionais para a série Angel e The Grid. Foi lançada também como conteúdo para download no Rock Band Network.

## Faixas
| CD single (9 de setembro de 2003) |                                                                |         |  |
| N.º                               | Título                                                         | Duração |  |
| 1.                                | "Going Under" (versão do álbum)                                | 3:34    |  |
| 2.                                | "Going Under" (versão acústica ao vivo)                        | 3:12    |  |
| 3.                                | "Heart-Shaped Box" (cover de Nirvana, versão acústica ao vivo) | 2:47    |  |
| 4.                                | "Going Under" (videoclipe oficial)                             | 4:00    |  |

## Paradas musicais

### Posições
| Chart (2003–04)                                           | Maior posição |
| --------------------------------------------------------- | ------------- |
| Alemanha (Official German Charts)                         | 15            |
| Austrália (ARIA)                                          | 14            |
| Áustria (Ö3 Austria Top 75)                               | 14            |
| Bélgica (Ultratop 50 de Flandres)                         | 28            |
| Bélgica (Ultratop 50 da Valônia)                          | 37            |
| Brasil (ABPD)                                             | 10            |
| Canadá (Canadian Singles Chart)                           | 11            |
| Canadá (Hot Canadian Digital Songs)                       | 14            |
| Finlândia (Suomen virallinen lista)                       | 19            |
| França (SNEP)                                             | 16            |
| Estados Unidos (Billboard Alternative Airplay)            | 5             |
| Estados Unidos (Billboard Bubbling Under Hot 100 Singles) | 4             |
| Estados Unidos (Billboard Mainstream Rock Tracks)         | 26            |
| Irlanda (IRMA)                                            | 18            |
| Itália (FIMI)                                             | 9             |
| Noruega (VG-lista)                                        | 12            |
| Nova Zelândia (Recorded Music NZ)                         | 4             |
| Países Baixos (Dutch Top 40)                              | 26            |
| Países Baixos (Single Top 100)                            | 16            |
| Reino Unido (UK Singles Chart)                            | 8             |
| Roménia (Romanian Top 100)                                | 99            |
| Suécia (Sverigetopplistan)                                | 11            |
| Suíça (Schweizer Hitparade)                               | 13            |
| Chart (2013)                                              | Maior posição |
| Reino Unido (Official Charts Company)                     | 23            |

| Chart (2003)          | Posição |
| --------------------- | ------- |
| Australian Rock Chart | 6       |
| Dutch Top 40          | 186     |
| Swedish Singles Chart | 58      |
| Swiss Singles Chart   | 79      |

| Região           | Certificação |
| ---------------- | ------------ |
| Austrália (ARIA) | Ouro         |